# Composizioni di François Couperin

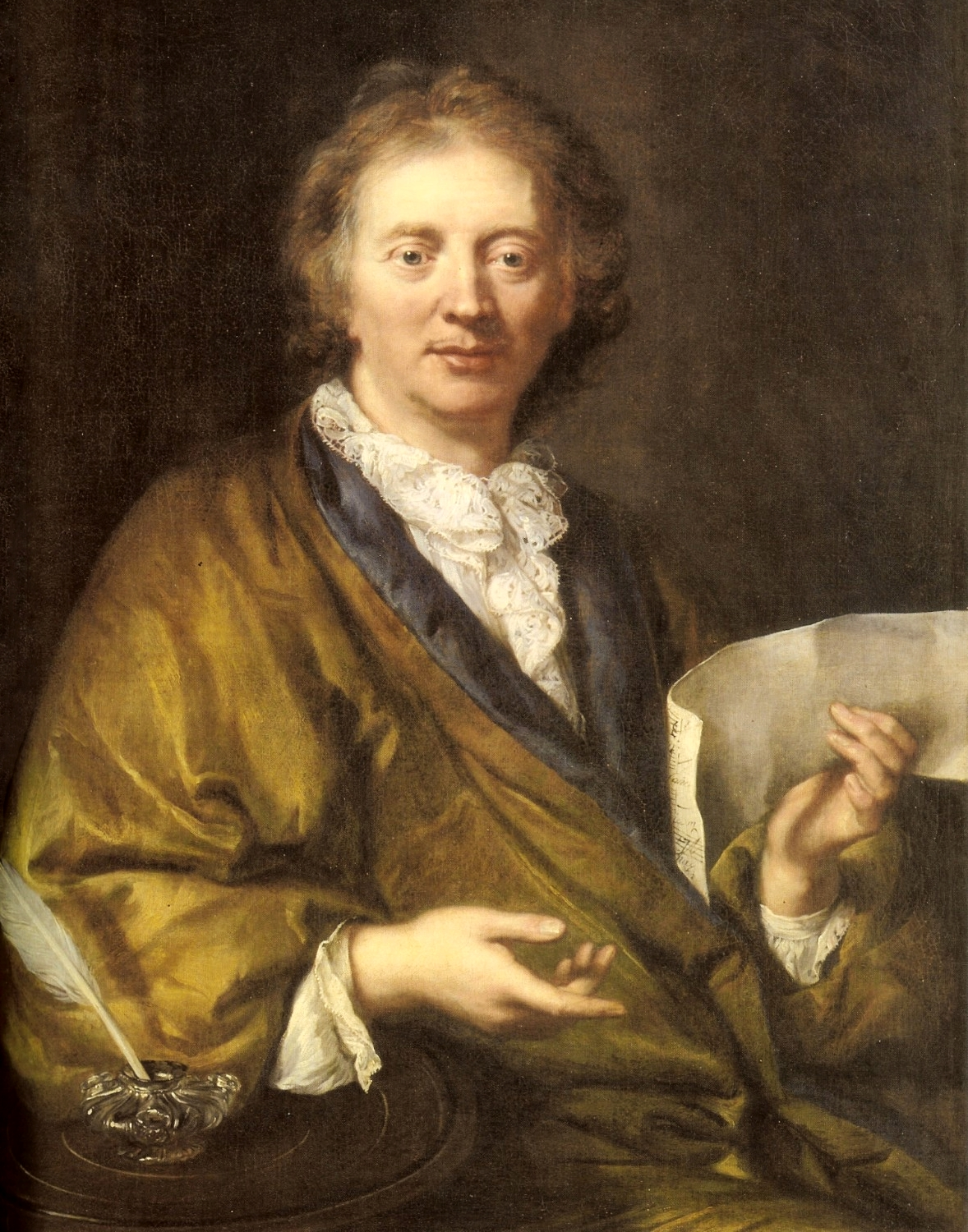
Couperin nel primo Settecento.

Lista delle composizioni di François Couperin (1668-1733), ordinate per genere.

## Composizioni per clavicembalo
Premier livre (1713): Ordres 1 - 5
- 1er ordre: Allemande L'Auguste; Première courante; Seconde courante; Sarabande La majestueuse; Gavotte; La Milordine, gigue; Menuet (et double); Les silvains; Les abeilles; La Nanète; Les sentimens, sarabande; La pastorelle; Les nonètes (Les blondes, Les brunes); La bourbonnoise, gavotte; La Manon; L'enchanteresse; La fleurie, ou La tendre Nanette; Les plaisirs de St Germain en Laÿe.
- 2e ordre: Allemande La laborieuse; Premiere courante; Seconde courante; Sarabande La prude; L'Antonine; Gavote; Menuet; Canaries (avec double); Passe-pied; Rigaudon; La Charoloise; La Diane; Fanfare pour la suite de la Diane; La Terpsicore; La Florentine; La Garnier; La Babet; Les idées heureuses; La Mimi; La diligente; La flateuse; La voluptueuse; Les papillons.
- 3e ordre: La ténébreuse, allemande; Premiere courante; Seconde courante; La lugubre, sarabande; Gavotte; Menuet; Les pélerines; Les laurentines; L'Espagnolète; Les regrets; Les matelotes provençales; La favorite, chaconne; La lutine.
- 4e ordre: La marche des gris-vêtus; Les baccanales; La pateline; Le réveil-matin.
- 5e ordre: La logiviére, allemande; Premier courante; Seconde courante; La dangereuse, sarabande; Gigue; La tendre Fanchon; La badine; La bandoline; La Flore; L'Angélique; La Villers; Les vendangeuses; Les agrémens; Les ondes.

Second livre (1716-17) : Ordres 6 - 12.
- 6e ordre: Les moissoneurs; Les langueurs-tendres; Le gazoüillement; La Bersan; Les baricades mistérieuses; Les bergeries, rondeau; La commére; Le moucheron.
- 7e ordre: La Ménetou; Les petits âges: La muse naissante, Lenfantine, L'adolescente, Les délices; La Basque; La Chazé; Les amusemens.
- 8e ordre: La Raphaéle; Allemande L'Ausoniéne; Premiere courante; Seconde courante; Sarabande L'unique; Gavotte; Rondeau; Gigue; Passacaille; La Morinéte.
- 9e ordre: Allemande à deux clavecins; La rafraîchissante; Les charmes; La Princesse de Sens; L'olimpique; L'insinüante; La séduisante; Le bavolet-flotant; Le petit-deüil, ou Les trois veuves; Menuet.
- 10e ordre: La triomphante; La Mézangére; La Gabriéle; La Nointéle; La fringante; L'amazône; Les bagatelles.
- 11e ordre: La castelane; L'etincelante, ou La bontems; Les graces-naturéles; La Zénobie; Les Fastes de la grande et ancienne Mxnxstrxndxsx.
- 12e ordre: Les juméles; L'intîme, mouvement de courante; La galante; La coribante; La Vauvré; La fileuse; La boulonoise; L'Atalante.

Troisième livre (1722) : Ordres 13 - 19.
- 13e ordre: Les lis naissans; Les rozeaux; L'engageante; Les Folies françoises, ou Les Dominos; L'âme-en peine.
- 14e ordre: Le rossignol-en-amour; Double du rossignol; La linote-éfarouchée; Les fauvétes plaintives; Le rossignol-vainqueur; La Julliet; Le carillon de Cithére; Le petit-rien.
- 15e ordre: La régente, ou La Minerve; Le dodo, ou L'amour au berceau; L'evaporée; Muséte de Choisi; Muséte de Taverni; La douce et piquante; Les vergers fleüris; La Princesse de Chabeüil, ou La muse de Monaco.
- 16e ordre: Les graces incomparables, ou La Conti; L'himenamour; Les vestales; L'aimable Thérése; Le drôle de corps; La distraite; La Létiville.
- 17e ordre: La superbe, ou La Forqueray; Les petits moulins à vent; Les timbres; Courante; Les petites chrémiéres de Bagnolet.
- 18e ordre: Allemande La Verneüil; La Verneüilléte; Sœur Monique; Le turbulent; L'atendrissante; Le tic-toc-choc, ou Les maillotins; Le gaillard-boiteux.
- 19e ordre: Les Calotins et les Calotines, ou La piéce à tretous; Les Calotines; L'ingénuë; L'artiste; Les culbutes Ixcxbxnxs; La muse-Palantine; L'enjouée.

Quatrième livre (1730) : Ordres 20 - 27.
- 20e ordre: La Princesse Marie; La boufonne; Les chérubins, ou L'aimable Lazure; La Croûilli, ou La Couperinéte; La fine Madelon; La douce Janneton; La Sezile; Les tambourins.
- 21e ordre: La reine des cœurs; La bondissante; La Couperin; La harpée; La petite pince-sans rire.
- 22e ordre: Le trophée; Le point du jour, allemande; L'anguille; Le croc-en-jambe; Menuets croisés; Les tours de passe-passe.
- 23e ordre: L'audacieuse; Les tricoteuses; L'arlequine; Les gondoles de Délos; Les satires, chevre-pieds.
- 24e ordre: Les vieux seigneurs, sarabande grave; Les jeunes seigneurs; Les dars-homicides; Les guirlandes; Les brinborions; La divine-Babiche, ou Les amours badins; La belle Javotte, autre fois l'infante; L'amphibie, mouvement de passacaille.
- 25e ordre: La visionnaire; La misterieuse; La Monflambert; La muse victorieuse; Les ombres errantes.
- 26e ordre: La convalescente; Gavote; La Sophie; L'epineuse; La pantomime.
- 27e ordre: L'exquise, allemande; Les pavots; Les chinois; Saillie.
  - Un trattato didattico, L'Art de Toucher le Clavecin (1716), con otto preludi ed una allemanda.

## Composizioni per organo
- Due messe ("Pièces d'orgue") (1690):
  - Messe pour les paroisses.
  - Messe pour les couvents.

## Musica da camera
- Sonate a tre (circa 1690):
  - La pucelle.
  - La Steinkerque.
  - La visionnaire.
  - L'astrée.
  - La superbe.

- Sonata in quartetto (circa 1695): La superbe.

- Les nations (1726): sonata seguita da una suite:
  - La française.
  - L'espagnole.
  - L'impériale.
  - La piémontaise.

- «Apothéoses», trio suite (1724):
  - Le Parnasse ou l'apothéose de Corelli.
  - Concert en forme d'apothéose à la mémoire de l'incomparable M. de Lully.
  - La Paix du Parnasse.
  - Essai de la réunion des Goûts François et Italien.

- Concerti Reali (1714): N° 1 à 4:
  - Les concerts royaux: concert No. 1 in sol maggiore.
  - Les concerts royaux: concert No. 2 in re maggiore.
  - Les concerts royaux: concert No. 3 in la maggiore.
  - Les concerts royaux: concert No. 4 in mi minore.

- Concerti Nuovi o Les Goûts Réunis (1724): N° 5 à 14:
  - Les goûts réunis: concerto No. 5 in fa maggiore.
  - Les goûts réunis: concerto No. 6 in mi bemolle maggiore.
  - Les goûts réunis: concerto No. 7 in sol maggiore.
  - Les goûts réunis: concerto No. 8 in sol maggiore.
  - Les goûts réunis: concerto No. 9 in mi maggiore (Ritratto dell'amore).
  - Les goûts réunis: concerto No. 10 in la minore.
  - Les goûts réunis: concerto No. 11 in do minore.
  - Les goûts réunis: concerto No. 12 in la minore.
  - Les goûts réunis: concerto No. 13 in sol maggiore.
  - Les goûts réunis: concerto No. 14 in re minore.

- Pièces de violes (1728): 2 suite:
  - Suite pour violes de gambe No. 1 in mi minore.
  - Suite pour violes de gambe No. 2 in la maggiore.

## Composizioni sacre
- Leçons de ténèbres (1714):
  - Première leçon de ténèbres.
  - Seconde leçon de ténèbres.
  - Troisième leçon de ténèbres.
- Antifone, salmi e cantici:
  - Salve Regina.
  - Regina coeli laetare.
  - Tantum ergo sacramentum.
  - Laudate pueri Dominum in la maggiore.
  - Magnificat in la minore.
- Offertori:
  - Elévation: Lauda Sion salvatorem.
  - Elévation: O amor O gaudium.
  - Elévation: O Domine quia refugium.
  - Elévation: O Jesu amantissime.
  - Elévation: O misterium ineffabile.
  - Elévation: Quid retribuam tibi Domine.
  - Elévation: Respice in me.
  - Elévation: Usquequo Domine.
  - Elévation: Venite exultemus Domine.
- Mottetti:
  - 4 versi di un mottetto composto per ordine del re.
  - 7 versi di un mottetto composto per ordine del re (1704).
  - 7 versi di un mottetto composto per ordine del re (1705).
  - Audite omnes et expanescite.
  - Dialogus inter Deum et hominem.
  - Domine salvum fac regem.
  - Motet de Saint Augustin.
  - Motet de Saint Barthélémy.
  - Motet de Sainte Anne.
  - Motet de Sainte Suzanne.
  - Motet pour le jour de Pâques.
  - Verset du motet de l'année dernière.

## Composizioni profane
- Canoni:
  - A moy! Tout est perdu!
  - La femme entre deux draps.
- Canzoni:
  - Brunette.
  - Epitaphe d'un paresseux.
  - La pastorelle.
  - Les pèlerines.
  - Les solitaires.
  - Musette.
  - Aria per soprano e continuo.
  - Aria per tenore e continuo.
  - Trois vestales champetres et trois poliçons.
  - Vaudeville.
  - la mar dei de policons